# Victims of the Future
Victims of the Future ist das fünfte Soloalbum des nordirischen Hardrock- und Blues-Gitarristen Gary Moore. Es erschien im Januar 1984 und war ein internationaler Erfolg mit Chartplatzierungen in verschiedenen Ländern. Das Album gilt heute als das härteste des Gitarristen und wurde vom Rock Hard im Jahr 2001 auf Platz 183 der “300 besten Hard’n’Heavy-Scheiben aller Zeiten” gewählt.

## Entstehung
Nach der fast einjährigen Welttournee für Corridors of Power (1982) konnte sich Moore ab Mitte 1983 an die Vorbereitungen für ein neues Album machen. Die Songs schrieb er größtenteils selbst, beteiligt waren aber auch die Mitglieder seiner Tourband, Ian Paice, Neil Murray und vor allem Neil Carter. Für die Aufnahmen ging man im Oktober nach London ins Townhouse, wo es anfangs noch Probleme mit neuem Equipment gab. Wohl weil Murray bald wieder bei Whitesnake einstieg, musste Moore die Bassspuren teils selbst übernehmen, teils von Bob Daisley und Mo Foster einspielen lassen. Paice wurde am Schlagzeug durch Bobby Chouinard ergänzt. Ein geplanter Gastauftritt von Ozzy Osbourne kam krankheitsbedingt nicht zustande.
Das bis Dezember 1983 fertiggestellte Album fiel noch eine Spur härter aus als sein Vorgänger. Neben aggressiven Hardrock-Stücken wie Murder In The Skies (über den Abschuss eines Passagierflugzeugs durch die sowjetische Luftwaffe) oder dem düsteren The Law of the Jungle enthält es mit Empty Rooms aber auch eine der bekanntesten Balladen des Gitarristen. Shapes of Things ist eine Coverversion von den Yardbirds. Als Albumtitel war ursprünglich The Law of the Jungle im Gespräch, da man Victims of the Future aber für den deutlich besseren Song hielt, benannte Moore das Album schließlich nach ihm.

## Titelliste
1. Victims of the Future – 6:13
2. Teenage Idol – 4:07
3. Shapes of Things – 4:14
4. Empty Rooms – 6:36
5. Murder in the Skies – 7:17
6. All I Want – 4:17
7. Hold on to Love – 4:27
8. The Law of the Jungle – 6:15

Remastered Edition Bonustracks
1. Devil in Her Heart – 3:28 (US Bonus)
2. Blinder – 2:46 (Instrumental)
3. Empty Rooms – 4:21 (‘84 Remix)

## Besetzung
- Gary Moore: Gesang, Gitarre, Bass (1, 7, 8)
- Neil Carter: Keyboard (4, 7, 8, 10), Begleitgesang (1, 3, 4, 7)
- Bobby Chouinard: Schlagzeug (2, 5, 6, 7)
- Ian Paice: Schlagzeug (1, 3, 4, 8, 10)
- Bob Daisley: Bass (2, 5, 9)
- Neil Murray: Bass (3)
- Mo Foster: Bass (4, 6, 10)
- Noddy Holder: Begleitgesang (3)

## Charts
| Jahr | Land | Platz |
| ---- | ---- | ----- |
| 1983 | FIN  | 7     |
| 1983 | UK   | 12    |
| 1983 | SWE  | 15    |
| 1983 | DEU  | 53    |
| 1983 | USA  | 172   |